# استریکستون
استریکستون (به انگلیسی: Strixton) یک روستا و محله مدنی در بریتانیا است که در Wellingborough واقع شده‌است. استریکستون ۲۱ نفر جمعیت دارد.